# Charles-Xavier Franqueville d'Abancourt
Charles-Xavier Franqueville d'Abancourt, född 4 juli 1758, död 9 september 1792, var en fransk krigsminister.
d'Abancourt utsågs till krigsminister i juli 1792 och organiserade försvaret av Tuilerierna mot attacken 10 augusti samma år. Han mördades av en folkhop i september 1792 som misstänkte honom för kungliga sympatier.